# 854
Cette page concerne l'année 854  du calendrier julien. Pour l'année 854 av. J.-C., voir 854 av. J.-C.
L'année 854 est une année commune qui commence un lundi.

## Événements
- Nubie : les troupes califales qui poursuivent les Bedja, qui ont refusé de payer leur tribut, entrent au Dongola et imposent un traité de paix au souverain nubien[1].

- Le roi Pala du Bengale Vigrahapala abdique en faveur de son fils Narayanapala (fin en 908). L’empire Pala se désintègre peu à peu sous les coups des Pratihara de Kanauj[2].
- ‘Umar ‘Abdu‘l-‘Aziz Hibbârî fonde dans le Sind une dynastie arabe qui ne reconnaît la suzeraineté abbasside que nominalement[3].

### Europe
- Février : entrevue de Lothaire et de Charles le Chauve à Liège. Il renouvèlent leur alliance ; Louis le Germanique invité, mais qui ne désire pas aborder la question de l'Aquitaine, s'abstient de se présenter[4].
- Mars : Charles le Chauve passe la Loire avec une armée pour ravager l'Aquitaine[5].
- 22 avril, Pâques : Charles le Chauve repasse la Loire pour se rendre à Attigny après avoir appris la paix signée entre Lothaire et Louis le Germanique[6].
- 6 mai : le repeuplement d'Astorga par les Asturiens du comte Gatón est attesté[7].
- Juin :
  - L'émir de Cordoue Muhammad Ier marche contre les habitants de Tolède révoltés qui ont fait alliance avec le roi des Asturies Ordoño Ier. Les Asturiens, conduits par le comte Gatón, sont mis en pièces par les troupes cordouannes à la bataille du Guazalete pendant l'été[8].
  - Les Normands saccagent Blois mais sont repoussés à Chartres et à Orléans par l'évêque Agius[9].
  - Lothaire et Charles le Chauve renouvèlent leur engagement à Attigny[10]. Ils prennent des mesures pour sécuriser les côtes contre les Normands[11].
- Septembre : après l'envoi d'une ambassade des nobles aquitains au roi Louis le Germanique, qui offre le royaume d'Aquitaine à son fils Louis le Jeune, ce dernier traverse la Neustrie avec une armée qui passe la Loire fin septembre ou début octobre. Le peu de soutien des Aquitains après les exactions de ses soldats et l'intervention de son oncle Charles le Chauve le poussent à la retraite. Pépin II d'Aquitaine et son frère Charles parviennent à quitter les couvents où ils étaient enfermés et prennent la tête du soulèvement des Aquitains[6].
- Décembre : les Vikings incendient Angers[12].

- Le roi danois Horik (Hárekr) est tué lors d’une guerre civile. Un de ses fils (?), Horik le Jeune, lui succède[13].
- Nouveau raid danois sur la Frise[14].